# Nasir al-Din Mahmud Shah Tughlaq
Nasir-ud-Din Mahmud Shah Tughluq (in persiano ناصر الدين محمود شاه‎), anche noto come Nasiruddin Mohammad Shah, (... – febbraio 1413) fu l'ultimo sultano della Dinastia Ṭughlāq a regnare sul Sultanato di Delhi.
Figlio del sultano Fīrūz Shāh Ṭughlāq, apparteneva alla dinastia Ṭughlāq, posta al governo del Sultanato di Delhi.

## Storia

### Guerra di successione con Nuṣrat Shāh
Nāṣir al-Dīn Maḥmūd era un figlio del Sultano Nāṣir al-Dīn Muḥammad Shāh III, che aveva regnato sul Sultanato di Delhi dal 31 agosto 1390 al 20 gennaio 1394. Dopo la sua morte, il suo figlio più grande ʿAlāʾ al-Dīn Sikandar Shāh divenne Sultano, ma quasi subito morì di malattia l'8 marzo 1394, e il suo più giovane fratello Nāṣir al-Dīn Maḥmūd gli succedette. 
Tuttavia la sua successione fu contestata dal suo parente Nuṣrat Shāh (noto anche col nome di Naṣrat Khān), che scatenò un conflitto per la successione che terminò solo tre anni più tardi, nel 1397. Durante quel periodo, Nāṣir al-Dīn Maḥmūd governò Delhi, mentre Nuṣrat Shāh governava su Fīrūzābād.

### Invasione di Timur
Durante il Sultanato di Nāṣir al-Dīn Maḥmūd, l'amīr turco-mongolo Tamerlano (Timur) invase nel 1398 l'India. Trasse da Delhi e dalle aree limitrofe un imponente bottino. Subito dopo quell'invasione, la Dinastia Ṭughlāq cessò di esistere.

### Successore
Dopo che Timur si fu ritirato, Nāṣir al-Dīn Maḥmūd fu sotto l'influenza dell'Amīr Mallu Iqbāl, che governava il doāb tra il Gange e lo Jamuna). Nel 1408, l'Amīr Mallu Iqbāl aggredì il Punjab ma fu sconfitto e ucciso dal suo signore Sayyid Khiḍr Khān. Dopo la morte di Mallu, Nāṣir al-Dīn Maḥmūd tornò a Delhi e ristabilì il suo regno con l'aiuto di Dawlat Khān Lōdī. 
Nāṣir al-Dīn Maḥmūd Shāh morì nel febbraio 1413.
Dauwlat Khan Lodi fu proclamato Sultano di Delhi dai visir e dagli Emiri dell'ultimo Sultano Ṭughlāq. Rimase sovrano autonomo per circa un anno. Il 28 maggio 1414, Sayyid Khiḍr Khān accerchiò la città e sconfisse le forze di Dawlat Khān Lōdī e instaurò la dinastia Sayyid. Nel 1414, il vuoto di potere venutosi a creare con l'invasione di Tamerlano fu così riempito dal primo Sultano Sayyid.